# Hockey Champions Challenge II
L'Hockey Champions Challenge II è una competizione per nazionali di hockey su prato che si svolge a cadenza biennale.
Organizzata dall'International Hockey Federation, è attiva dal 2009 e vi partecipano otto squadre che non partecipano né all'Hockey Champions Trophy né all'Hockey Champions Challenge. La vincitrice del torneo partecipa alla successiva edizione del Champions Challenge.

## Edizioni

### Maschi
| 2009 | Dublino, Irlanda | Polonia | 3–3 (5-4) dopo i tiri di rigore | Irlanda | Francia | 4–3 dopo i tempi supplementari | Malaysia |
| 2011 | Lilla, Francia   | Irlanda | 4–2                             | Francia | Russia  | 3–1                            | Scozia   |

### Femmine
| 2009 | Kazan', Russia  | India  | 6–3 | Belgio | Irlanda     | 2–1                             | Ucraina |
| 2011 | Vienna, Austria | Belgio | 2–1 | Italia | Bielorussia | 2–2 (3-1) dopo i tiri di rigore | Cile    |